# Montagnareale
Montagnareale ist eine Stadt der Metropolitanstadt Messina in der Region Sizilien in Italien mit 1373 Einwohnern (Stand 31. Dezember 2023).

## Lage und Daten
Montagnareale liegt 68 km westlich von Messina. Die Einwohner arbeiten hauptsächlich in der Landwirtschaft und in der Forstwirtschaft. 
Die Nachbargemeinden sind Gioiosa Marea, Librizzi, Patti und Sant’Angelo di Brolo.

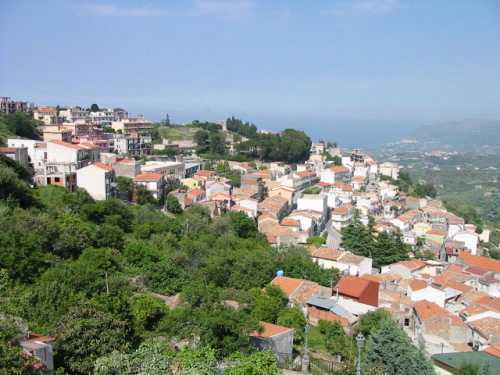
Montagnareale

## Geschichte
Das Gründungsjahr des Ortes ist unbekannt. Der Ort war lange Zeit abhängig von Patti.